# Aldeby
Aldeby is een civil parish in het Engelse graafschap Norfolk met 422 inwoners. De plaats heeft negen vermeldingen op de Britse monumentenlijst. Daaronder bevindt zich de Mariakerk, waarvan de oudste delen uit de twaalfde eeuw stammen.